# Roar (film)
 (octobre 2014).
Si vous disposez d'ouvrages ou d'articles de référence ou si vous connaissez des sites web de qualité traitant du thème abordé ici, merci de compléter l'article en donnant les références utiles à sa vérifiabilité et en les liant à la section « Notes et références ».
Pour les articles homonymes, voir Roar.
Pour plus de détails, voir Fiche technique et Distribution.
Roar est un film américain de Noel Marshall, sorti en 1981.
Plutôt mal accueilli par les critiques et le public, le film est un échec commercial. Il est considéré comme le film le plus dangereux de l'histoire du cinéma mais aussi comme la pire idée de film de tous les temps. Il a depuis acquis un statut de film culte car hors-normes pour un film de cette époque.
Une émission de la chaîne Arte du 8 décembre 2024 sur Tippi évoque les conditions du tournage. L'actrice témoigne dans ce documentaire de sa "grande naïveté" dans ce projet.

## Synopsis
Madeleine emmène ses enfants dans la jungle africaine pour aller voir son mari Hank, dont elle est depuis longtemps séparée. Hank est un scientifique excentrique qui s'est toujours battu pour la défense d'espèces en danger. Ce dernier étant absent à l'arrivée de la famille, celle-ci est accueillie par les félins.

## Fiche technique
- Titre original et français : Roar
- Réalisation et scénario : Noel Marshall
- Photographie : Jan de Bont
- Musique : Terrence P. Minogue
- Production : Tippi Hedren et Noel Marshall
- Pays de production :  États-Unis
- Format : couleur — 35 mm — 2,35:1 — son Dolby
- Durée : 102 minutes
- Date de sortie : 1981

## Distribution
- Tippi Hedren (VF : Danielle Volle) : Madeleine
- Noel Marshall : (VF : Alain Dorval) : Hank
- Rick Glassey : Rick
- Melanie Griffith (VF : Isabelle Ganz) : Melanie

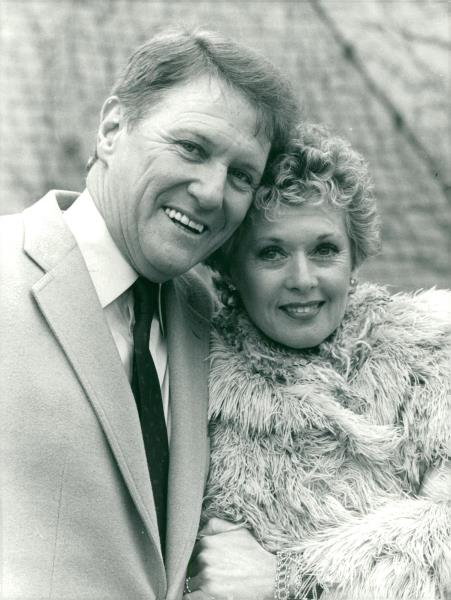
Tippi Hedren et Noel Marshall

- Jerry Marshall (VF : Éric Baugin) : Jerry
- John Marshall (VF : Jean-Loup Horwitz) : John
- Kyalo Mativo (VF : Tola Koukoui) : Mativo
- Steve Miller (VF : Michel Bedetti) : Prentiss
- Frank Tom : Frank
- Will Hutchins, Zakes Mokae : membres du comité

## Production
Ce film est sorti en 1981 après plus de 11 ans de tournage encadrés par le chef opérateur Jan de Bont, et 6 ans pour filmer la première scène.
Afin de réaliser ce film, Tippi Hedren achète un ranch proche de Los Angeles. Il était impossible de faire appel à plusieurs dompteurs pour mettre en scène les fauves et les acteurs, car il est très dangereux de mélanger des animaux qui ne se connaissent pas, et qui n'ont pas été dressés par le même dresseur. Cette situation dirigea Tippi Hedren sur une autre option : elle réunit différents fauves tout en leur permettant d'aller et de venir comme bon leur semble, et plante des arbres sur le modèle de maison qu'elle avait vu en Afrique.
Une centaine d'animaux (tigres, lions, guépards et éléphants) sont réunis, tous apprivoisés mais pas dressés. 70 membres de l’équipe sont blessés au cours du tournage : Noel Marshall attrape la gangrène des suites d’une morsure de lion ; le directeur de la photographie Jan de Bont doit subir 220 points de suture après avoir été scalpé ; Melanie Griffith subit de la chirurgie réparatrice après avoir été grièvement blessée au visage et avoir failli perdre un oeil ; Tippi Hedren se casse la jambe,.
Alors qu'il devait initialement durer six mois, le tournage dure six ans : il commence début 1974 et se terminera en 1980.
La presse a surnommé ce film « le film le plus dangereux de l'histoire du cinéma » mais aussi « la pire idée de film de tous les temps »
Les recettes de Roar s’élèvent à deux millions de dollars, contre 17 millions investis dans la production : les Cahiers du cinéma évoquent un « monumental flop ».

### Les éléphants d'Afrique sur le tournage
Le premier animal recruté pour le tournage est Timbo, un éléphant mâle qui vient d'un zoo qui a fermé. Six mois plus tard, Kurah l'éléphant femelle, arrive en camion. Alors que les éléphants n'accordent pas facilement leur confiance à un nouvel individu, Timbo va directement à la rencontre de Kurah et la caresse de la trompe. Après avoir mené une vraie enquête, on découvrira que Timbo et Kurah sont venus d'Afrique par le même bateau vingt ans plus tôt[réf. nécessaire].

### Shambala Preserve, la réserve des animaux sauvages
Shambala, qui veut dire lieu de paix et d'harmonie pour tous, est un refuge depuis plus de 30 ans pour les fauves. Certains viennent de zoos qui ont fermé, d'autres achetés par des particuliers, puis abandonnés. Ils trouvent asile ici comme les fauves de Michael Jackson, ils y finiront leur vie.
Shambala est dirigée par Tippi Hedren.
Depuis la fin du tournage du film Roar, les félins du film y ont eu une vie heureuse[réf. nécessaire].

## Box-office
- Budget : $17 000 000 (estimation)
- Recettes : $2 000 000 (États-Unis)